# Cossinia pinnata
Cossinia pinnata är en kinesträdsväxtart som beskrevs av Philibert Commerson och Jean-Baptiste de Lamarck. Cossinia pinnata ingår i släktet Cossinia och familjen kinesträdsväxter. Inga underarter finns listade i Catalogue of Life.